# Portland (Indiana)
Portland è un comune (city) degli Stati Uniti d'America e capoluogo della contea di Jay nello Stato dell'Indiana. La popolazione era di 6 223 persone al censimento del 2010.

## Geografia fisica
Portland è situata a 40°26′02″N 84°58′48″W (40,433884, -84,979914).
Secondo lo United States Census Bureau, ha un'area totale di 4,653 miglia quadrate (12,05 km²).

## Storia
Portland fu progettata nel 1837. Deve il suo nome alla città di Portland nel Maine.

## Società

### Evoluzione demografica
Secondo il censimento del 2010, c'erano 6 223 persone.

### Etnie e minoranze straniere
Secondo il censimento del 2010, la composizione etnica della città era formata dal 94,5% di bianchi, lo 0,4% di afroamericani, lo 0,5% di asiatici, il 3,1% di altre razze, e l'1,5% di due o più etnie. Ispanici o latinos di qualunque razza erano il 5,8% della popolazione.